# Eurovisiesongfestival 1990
Het Eurovisiesongfestival 1990 was het vijfendertigste Eurovisiesongfestival en vond plaats op 5 mei 1990 in Zagreb, Joegoslavië. Het programma werd gepresenteerd door Oliver Mlakar en Helga Vlahović. Van de 22 deelnemende landen won Italië met het lied Insieme: 1992, uitgevoerd door Toto Cutugno. Dit lied kreeg 149 punten, 11,7% van het totale aantal punten en 59,1% van de maximale score. Frankrijk en Ierland werden gedeeld tweede met 132 punten.

## Gaststad
In de aanloop naar het songfestival ontstond enige discussie waar het songfestival plaats zou moeten vinden, aangezien Belgrado de hoofdstad was van Joegoslavië. Echter, omdat de overwinning in 1989 behaald was door een Kroatische inzending (de nationale finale van Joegoslavië bestond altijd uit liedjes van de verschillende deelrepublieken) werd uiteindelijk voor Zagreb gekozen.

## Technische problemen
Het festival werd gekenmerkt door technische blunders en amateurisme. Zo begon de uitzending al met een valse start. Het Spaanse duo Azucar Moreno, dat als eerste optrad, maakte deels gebruik van een geluidsband. Deze band was gestart, maar het volume was niet opengedraaid. Al na enkele maten liepen de twee dames boos gesticulerend de coulissen in om te klagen over de gang van zaken. Vervolgens zaten de miljoenen kijkers maar wat af te wachten wat er zou gaan gebeuren. Na een paar minuten kwam het duo opnieuw op de bühne en bracht dit keer hun liedje Bandido vlekkeloos.
Ook bij het Nederlandse optreden blunderde de techniek. Voor Nederland trad het duo Maywood op met het nummer Ik wil alles met je delen. Op het moment dat de karakteristieke bachtrompet werd bespeeld, was er niets te horen. Reden: de microfoon was niet opengezet. Maywood eindigde als 15e.

## Puntentelling

### Stemstructuur
Net als vorig jaar werden in de nationale jury punten toegekend aan elk liedje. Het liedje met het meest aantal stemmen, kreeg twaalf punten. De tweede keus kreeg tien punten en de derde plaats tot en met tiende plaats kregen acht tot en met één punten. Stemmen op het eigen land is niet toegestaan.

### Score bijhouden
Er was geen fysiek scorebord aanwezig in de zaal, maar er werd gebruikgemaakt van een videoprojectie.
De landen stonden in het Engels op het overzicht.
Voor de naam was de vlag te zien en achter elk land stond het totale aantal punten.
De gegeven punten werden zichtbaar gemaakt door ze achter de landnaam, voor de totaalscore, neer te zetten. Die landnamen en de balk waarin ze stonden veranderden van kleur. De gegeven punten werden gelijk bij het totaal van het land opgeteld.
De presentatoren stonden op het podium. In een totaalbeeld van het podium werd het scoreoverzicht achter hen 'ingemonteerd' zodat het leek alsof zij voor het overzicht stonden.
Het land dat de punten aan het doorgeven was, was herkenbaar doordat de vlag voor de landnaam knipperde.
Tussen het bellen door verschenen af en toe de vijf hoogst scorende landen apart in beeld.

### Stemmen
Het bellen van de landen ging op volgorde van deelname. Het geven van de punten gebeurde in volgorde van laag naar hoog.
De vertegenwoordiger van het land noemde het land en het aantal punten in het Engels of Frans. Een van de presentatoren herhaalde dit in de taal waarin de punten gegeven werden
om daarna beide gegevens in de andere taal te herhalen. Daarbij werd zowel in het Engels als het Frans points gebruikt.

### Beslissing
Tijdens de puntentelling leek Italië aanvankelijk makkelijk op de overwinning af te stevenen. Halverwege echter kwamen IJsland, Ierland en Frankrijk sterk terug. In de laatste stemrondes echter zou Italië opnieuw hoog scoren, waardoor het met 149 punten de tweede Italiaanse overwinning op het songfestival zou behalen na Gigliola Cinquetti in 1964. Frankrijk en Ierland eindigden met 132 punten elk op een gedeelde tweede plaats.

### Spanje of Italië?
Enige opschudding ontstond er toen de Italiaanse jury inbelde en zich voorstelde als de Spaanse jury. De presentator stelde in het Frans en Italiaans vragen over de nationaliteit van de jury. Pas toen EBU-vertegenwoordiger Frank Naef ingreep kon de puntentelling, die inderdaad van Italië was, opnieuw beginnen.

### Resultaat
| Plaats | Land                | Artiest                      | Titel                                | Punten |
| ------ | ------------------- | ---------------------------- | ------------------------------------ | ------ |
| 1      | Italië              | Toto Cutugno                 | Insieme: 1992                        | 149    |
| 2      | Frankrijk           | Joëlle Ursull                | White and black blues                | 132    |
| 2      | Ierland             | Liam Reilly                  | Somewhere in Europe                  | 132    |
| 4      | IJsland             | Stjórnin                     | Eitt lag enn                         | 124    |
| 5      | Spanje              | Azúcar Moreno                | Bandido                              | 96     |
| 6      | Verenigd Koninkrijk | Emma                         | Give a little love back to the world | 87     |
| 7      | Joegoslavië         | Tajči                        | Hajde da ludujemo                    | 81     |
| 8      | Denemarken          | Lonnie Devantier             | Hallo hallo                          | 64     |
| 9      | Duitsland           | Chris Kempers & Daniel Kovac | Frei zu leben                        | 60     |
| 10     | Oostenrijk          | Simone                       | Keine Mauern mehr                    | 58     |
| 11     | Zwitserland         | Egon Egemann                 | Musik klingt in die Welt hinaus      | 51     |
| 12     | België              | Philippe Lafontaine          | Macédomienne                         | 46     |
| 13     | Luxemburg           | Céline Carzo                 | Quand je te rêve                     | 38     |
| 14     | Cyprus              | Haris Anastasiou             | Milas poli                           | 36     |
| 15     | Nederland           | Maywood                      | Ik wil alles met je delen            | 25     |
| 16     | Zweden              | Edin-Ådahl                   | Som en vind                          | 24     |
| 17     | Turkije             | Kayahan                      | Gozlerinin hapsindeyim               | 21     |
| 18     | Israël              | Rita                         | Shara barechovot                     | 16     |
| 19     | Griekenland         | Christos Callow & Wave       | Horis skopo                          | 11     |
| 20     | Portugal            | Nucha                        | Há sempre alguém                     | 9      |
| 21     | Finland             | Beat                         | Fri?                                 | 8      |
| 21     | Noorwegen           | Ketil Stokkan                | Brandenburger Tor                    | 8      |

## Deelnemers
Veel van de liedjes (waaronder die van Noorwegen, Oostenrijk en Italië) stonden in het teken van de val van de Berlijnse Muur en de Europese eenwording. Een van de bijzondere bijdragen (en een favoriet onder de fans) was de Franse bijdrage van Joëlle Ursull met haar Black and white blues. Op het podium waren ook enkele drums te zien die het exotische karakter van het nummer alleen maar ten goede kwamen.

### Terugkerende artiesten
| Land      | Artiest       | Plaats | Eerdere deelname | Plaats toen |
| --------- | ------------- | ------ | ---------------- | ----------- |
| Noorwegen | Ketil Stokkan | 21     | Noorwegen 1986   | 12          |

De Cypriotische kandidaat stond namens zijn land in 1987 al als danser op het Eurovisiepodium.

### Nationale keuzes
- De Turkse zanger Kayahan was de vorige drie jaar als tweede geëindigd in de nationale finale. In 1984 was hij ook als tweede geëindigd en als zesde in 1981. Op het festival eindigde hij als zeventiende.
- De vrouwelijke leden van de groep Klips ve Onlar probeerden het nu solo in Turkije, een mannelijk lid (Gür Akad) trad in een andere groep aan.
- In de Griekse preselectie strandden Jimmy Makulis (Oostenrijk '61) en Yiannis Dimitras (ESF '81).
- Helga Möller van de groep ICY werd tweede in de IJslandse selectie.
- Voor de Noor Jahn Teigen was het al de tiende deelname aan de Melodi Grand Prix, maar voor de zevende keer kon hij niet winnen.
- Kirsten Siggaard van Hot Eyes probeerde het net als in 1986 solo in de Deense selectie, maar won wederom niet.
- Jürgen Drews van de Les Humphries Singers werd voorlaatste in Duitsland.
- In Joegoslavië deed Snežana Misković van de groep Aska nu mee onder de naam Viktorija.
- Linda Martin werd tweede in de Ierse finale.
- In Zweden strandden enkele grote namen in de finale: Elisabeth Andreassen won vier jaar eerder nog voor Noorwegen en was al eens achtste voor Zweden, Carola was zeven jaar eerder derde (maar zou in 1991 haar wraak nemen) en Lotta Engberg stond in 1987 op het songfestival.
- Yiannis Demetriou werd zevende in Cyprus. Twee jaar eerder won hij nog de preselectie. Hij zong toen echter een nummer dat vier jaar eerder al eens derde eindigde in de preselectie, dus werd hij gediskwalificeerd.
- In Oostenrijk won aanvankelijk het duo Duett met het lied Das Beste, maar toen bleek dat het al eens had meegedaan aan de Duitse halve finale in 1988 op de radio, werd de groep gediskwalificeerd.

### Kaart

Deelnemende landen
Landen die al meegedaan hebben maar niet meedoen